# Перевантаження (авіація)

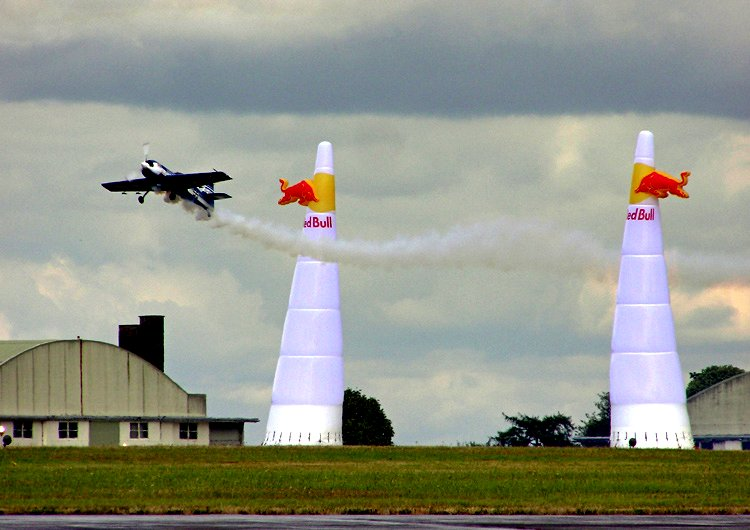
Акробатичний маневр зі збільшенням кута тангажу а (наприклад, введення в гірку) супроводжується позитивною перевантаженням — тіло важить більше, ніж зазвичай.

Перевантаження — це відношення підіймальної сили до ваги літака. Перевантаження — безрозмірна величина, однак часто одиниця перевантаження позначається так само, як прискорення вільного падіння, g. Перевантаження в 1 одиницю (або 1 g) означає прямолінійний політ, 0 — вільне падіння або невагомість. Якщо літак виконує віраж на постійній висоті з креном 60°, його конструкція відчуває перевантаження у 2 одиниці.
Допустиме значення перевантажень для цивільних літаків становить 2,5 g. Звичайна людина може витримувати будь-які перевантаження до 15 g близько 3—5 с без втрати свідомості, але великі перевантаження від 20—30 g і більше людина може витримувати без втрати свідомості не більше 1—2 с і залежно від розміру перевантаження, наприклад 500G = 0,2 с. Треновані пілоти в антиперевантажних костюмах можуть переносити перевантаження від −3…−2 до +12. Опірність до негативних, спрямованих вгору перевантажень, значно нижче. Зазвичай при 7—8 g в очах «червоніє» і людина непритомніє через приплив крові до голови.
Перевантаження — векторна величина, спрямована в бік зміни швидкості. Для живого організму це принципово. При перевантаженні органи людини прагнуть залишатися в колишньому стані (рівномірного прямолінійного руху або спокою). При позитивному перевантаженні (у напрямку голова — ноги) кров іде від голови до ніг. Шлунок йде вниз. При негативній — кров підступає в голову. Шлунок може вивернутися разом із вмістом. Коли в нерухому машину врізається інше авто, водій відчуває перевантаження в напрямку спина — груди. Таке перевантаження переноситься без особливих труднощів. Космонавти під час зльоту переносять перевантаження лежачи. У цьому положенні вектор у напрямку груди — спина, що дає змогу витримати кілька хвилин.
Протиперевантажувальних засобів космонавти не застосовують. Костюм має корсет із надувними шлангами, що надуваються від повітряної системи та утримують зовнішню поверхню тіла людини, трохи перешкоджаючи відтоку крові.